# João António Ribas
João António Ribas (Ferrol, Galiza, 17 de Janeiro de 1799 — Porto, 15 de Agosto de 1869) foi um violoncelista e compositor que marcou a vida musical da cidade do Porto na primeira metade do século XIX.